# Marien rijk Westelijke Indo-Pacific
Het Marien rijk Westelijke Indo-Pacific (Engels: Western Indo-Pacific) is een biogeografisch rijk en ligt in in de noordelijke helft van het noorden en noordwesten van de Indische Oceaan voor de oostkust van Afrika en de zuidkust van Azië. Het marien rijk is vastgesteld door het World Wide Fund for Nature en The Nature Conservancy.
Naar het oosten ligt het marien rijk Centrale Indo-Pacific en in het zuiden aan het marien rijk Gematigd Zuidelijk Afrika.

## Biogeografie
Het gebied kent zeeleven dat houdt van tropische temperaturen.

## Mariene ecoregio's
Deze mariene provincie bestaat uit 7 mariene provincies:
- Mariene provincie Rode Zee en Golf van Aden (18)
- Mariene provincie Somalië/Arabië (19)
- Mariene provincie Westelijke Indische Oceaan (20)
- Mariene provincie West- en Zuid-Indiaas Plat (21)
- Mariene provincie Eilanden Centrale Indische Oceaan (22)
- Mariene provincie Golf van Bengalen (23)
- Mariene provincie Andamanen (24)